# Campeonato Africano de Atletismo de 2022 - Salto em altura masculino
A prova do salto em altura masculino do Campeonato Africano de Atletismo de 2022 foi disputada no dia 12 de junho, no Complexo Esportivo Nacional Cote d'Or, em Saint Pierre, na Maurícia.

## Recordes
Antes desta competição, os recordes mundiais e do campeonato nesta prova eram os seguintes:
|                       | Nome                | Nacionalidade | Altura   | Local       | Data                |
| --------------------- | ------------------- | ------------- | -------- | ----------- | ------------------- |
| Recorde mundial       | Javier Sotomayor    | Cuba          | 2m 45 cm | Salamanca   | 27 de julho de 1993 |
| Recorde do campeonato | Abderrahmane Hammad | Argélia       | 2m 34cm  | Argel       | 14 de julho de 2000 |
| Recorde do campeonato | Kabelo Kgosiemang   | Botswana      | 2m 34cm  | Addis Ababa | 4 de maio de 2008   |
| Recorde africano      | Jacques Freitag     | África do Sul | 2m 38cm  | Oudtshoorn  | 5 de março de 2005  |

## Medalhistas
| Ouro                    | Prata             | Bronze           |
| Hichem Bouhanoune (ALG) | Mike Edward (NGR) | Mpho Links (RSA) |

## Cronograma
Todos os horários são locais (UTC+4). 
| Data        | Hora  | Evento |
| ----------- | ----- | ------ |
| 12 de junho | 15:10 | Final  |

## Resultado final
A final ocorreu dia 12 de junho às 15:10.
| Posição           | Atleta                  | Nacionalidade                  | 1.90 | 1.95 | 2.00 | 2.05 | 2.10 | 2.15 | 2.20 | Resultado | Notas |
| ----------------- | ----------------------- | ------------------------------ | ---- | ---- | ---- | ---- | ---- | ---- | ---- | --------- | ----- |
| Medalha de ouro   | Hichem Bouhanoune       | Argélia                        | –    | –    | –    | o    | o    | xo   | xxx  | 2.15      |       |
| Medalha de prata  | Mike Edward             | Nigéria                        | xo   | o    | o    | o    | o    | xo   | xxx  | 2.15      |       |
| Medalha de bronze | Mpho Links              | África do Sul                  | –    | –    | o    | o    | o    | xxo  | xxx  | 2.15      |       |
| 4                 | Tshwanelo Aabobe        | Botswana                       | –    | –    | o    | o    | o    | xxx  |      | 2.10      |       |
| 5                 | Brian Raats             | África do Sul                  | –    | –    | o    | o    | xo   | xxx  |      | 2.10      |       |
| 6                 | Kudakwashe Chadenga     | Zimbabwe                       | –    | –    | o    | xxo  | xxx  |      |      | 2.05      |       |
| 6                 | Matthew Sawe            | Quênia                         | –    | –    | –    | xxo  | xxx  |      |      | 2.05      |       |
| 8                 | Dezardin Prosper        | Ilhas Maurícias                | o    | o    | o    | xxx  |      |      |      | 2.00      |       |
| 9                 | Mohamed Aboutaleb       | Egito                          | o    | xo   | o    | xxx  |      |      |      | 2.00      |       |
| 10                | Asbel Kiprop Kemboi     | Quênia                         | o    | xo   | xo   | xxx  |      |      |      | 2.00      |       |
| 11                | Elca Charles Ambourouet | Gabão                          | o    | xx–  | x    |      |      |      |      | 1.90      |       |
| 98                | Thuto Blessing Mothomme | Botswana                       | xxx  |      |      |      |      |      |      | NM        |       |
| 99                | David Aya               | Nigéria                        |      |      |      |      |      |      |      | DNS       |       |
| 99                | Joel Tshikamba          | República Democrática do Congo |      |      |      |      |      |      |      | DNS       |       |
| 99                | Jean Paul Masanga       | República Democrática do Congo |      |      |      |      |      |      |      | DNS       |       |
| 99                | Lognou Onadja           | Burquina Fasso                 |      |      |      |      |      |      |      | DNS       |       |

Legenda
| Recorde mundial       | Recorde mundial (World record)               |                       | Recorde africano                      | Recorde africano (African) |                                           | Q | Classificado por posição (Qualified) |
| Recorde do campeonato | Recorde do campeonato (Championship record)  | Recorde da América    | Recorde da América (Americas)         | q                          | Classificado por melhor tempo (Qualified) |   |                                      |
| Melhor marca do ano   | Melhor marca do ano (World leading)          | Recorde asiático      | Recorde asiático (Asian)              | DNS                        | Não largou (Did not start)                |   |                                      |
| Recorde nacional      | Recorde nacional (National record)           | Recorde europeu       | Recorde europeu (European)            | DNF                        | Não terminou (Did not finish)             |   |                                      |
| Recorde pessoal       | Recorde pessoal do atleta (Personal best)    | Recorde da Oceania    | Recorde da Oceania (Oceania)          | DSQ / DQ                   | Desclassificado (Disqualified)            |   |                                      |
| Recorde da temporada  | Recorde da temporada do atleta (Season best) | Recorde sul-americano | Recorde sul-americano (South America) | NM                         | Sem marca (No mark)                       |   |                                      |